# Веравал
Веравал (хинди वेरावल; англ. Veraval) — индийский город в штате Гуджарат. Находится в 6 км от святого места паломничества индуистов, храма Шивы Сомнатха. Город также известен как рыболовный центр в Индии. 
Веравал — ближайший город к Гирскому лесу (42 км).
До расцвета Сурата, Веравал был главным морским портом для паломников в Мекку. Сейчас он важен как один из крупнейших рыболовных портов Индии. Дау и деревянные рыбацкие лодки до сих пор строятся рыбаками без использования современных технологий. Навыки передаются от отца к сыну.

## История

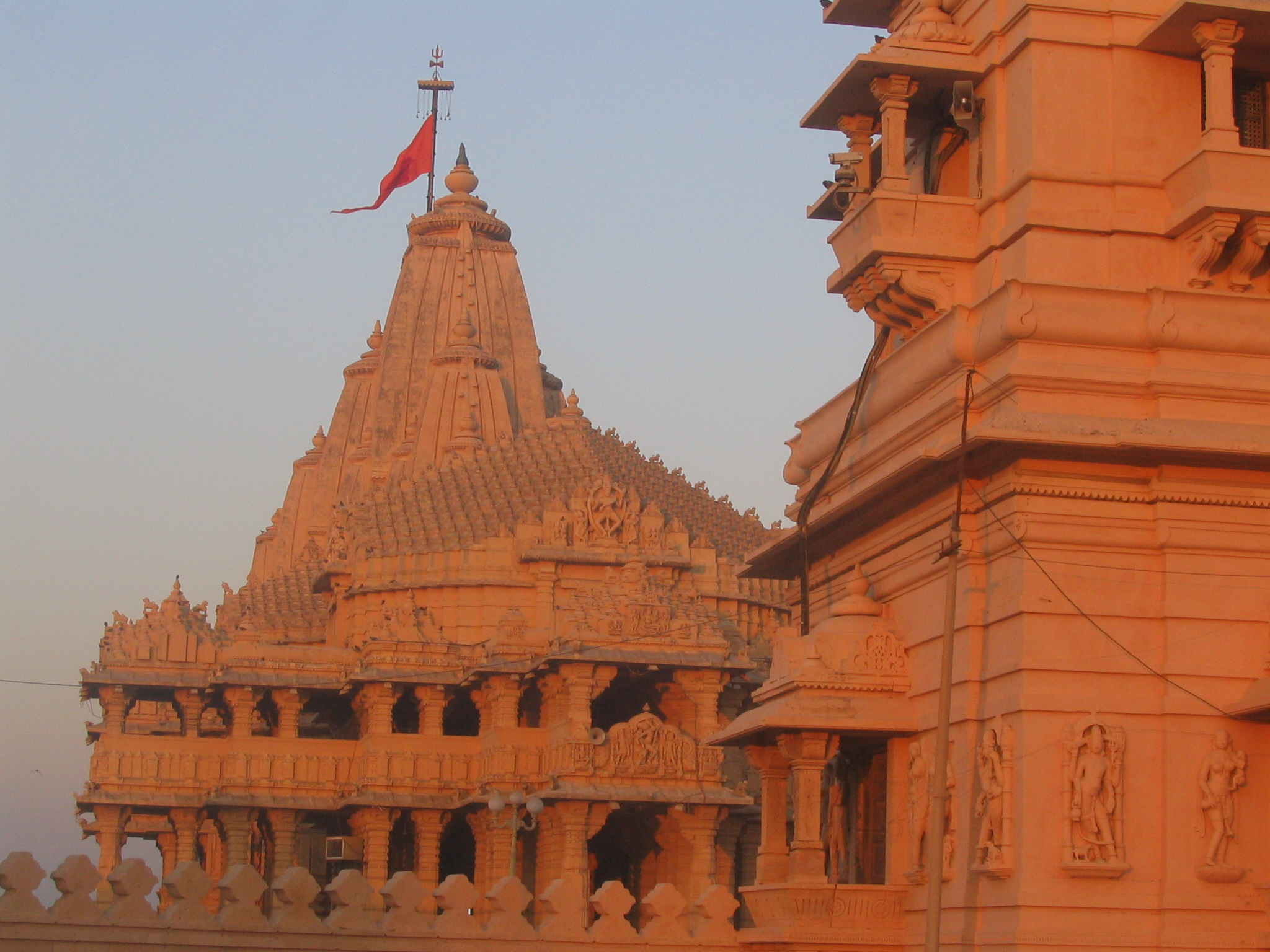
Храм Сомнатх в Веравале.

Веравал был основан между XIII и XIV веками раджпутом по имени Рао Веравалджи Вадхер (англ. Rao Veravalji Vadher). Веравал в то время был укреплённым портовым городом королевской семьи Джунагад. В городе сохранились здания тех времён, например Навабийский летний дворец, а также руины старой крепости и ворот возле дворца. Старые стены порта сейчас разрушены, остались лишь ворота Джунагадх и Патан в очень плохом состоянии.
Навабийский летний дворец ныне преобразован в Сомнатхский санскритский университет и является одной из главнейших достопримечательностей Веравала. Кроме того, храм Шивы Сомнатх в этом городе является паломническим центром индуистов. Он разрушался каждый раз во время набегов мусульман и восстанавливался как минимум шесть раз. 

## Демография
Согласно переписи населения 2011 года, население составило 153 696 человек. Мужское население составило 51 %, а женское 49 %.
Грамотность населения города составила 62 % при общем индийском уровне в 59,5 %. Грамотность среди мужчин составила 71 %, а среди женщин — 53 %.
Большинство населения Веравала — гуджаратцы. В городе также проживает множество синдхов. Самые популярные языки города — гуджарати и хинди.

## Транспорт

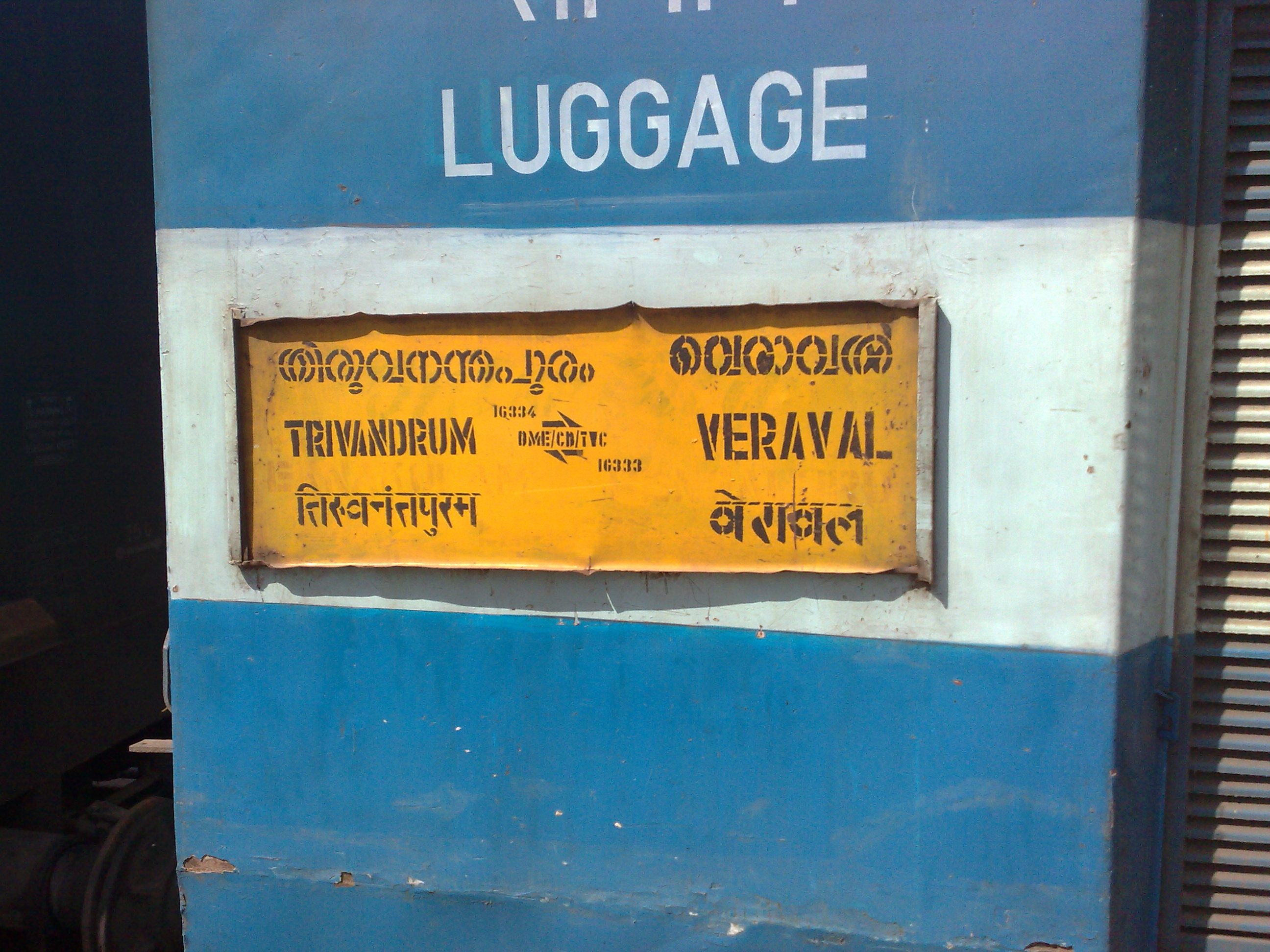
Веравал-Экспресс

В городе две железнодорожные станции: Веравал-Джанкшен и Сомнатх. Веравал-Джанкшен ныне обслуживается более чем 14 парами региональных поездов и поездов дальнего следования.
Каждый день поезда проезжают между Веравалом и другими крупными городами Гуджарата, такими как Ахмадабад, Бхаруч, Вадодара, Джамнагар, Джунагадх, Порбандар, Раджкот, Сурат и др.
Ближайшие аэропорты — Диу и Раджкот.

## Климат
Город находится в зоне семиаридного климата по классификации Кёппена (жаркий полузасушливый тип климата). Почти все годовые осадки выпадают во время летнего сезона муссонов с июня по сентябрь.
| Показатель                    | Янв. | Фев. | Март | Апр. | Май  | Июнь | Июль | Авг. | Сен. | Окт. | Нояб. | Дек. |
| ----------------------------- | ---- | ---- | ---- | ---- | ---- | ---- | ---- | ---- | ---- | ---- | ----- | ---- |
| Абсолютный максимум, °C       | 34,2 | 36,7 | 40,4 | 42   | 40,7 | 34,1 | 36,9 | 33,8 | 38,0 | 41,0 | 38,7  | 34,8 |
| Средний суточный максимум, °C | 28,7 | 29,4 | 31,3 | 31,8 | 32,0 | 32,0 | 30,5 | 29,5 | 30,8 | 33,5 | 33,0  | 30,4 |
| Средняя температура, °C       | 21,5 | 22,3 | 24,9 | 27,0 | 28,6 | 29,5 | 28,4 | 27,4 | 27,6 | 27,9 | 26,2  | 23,2 |
| Средний суточный минимум, °C  | 14,2 | 15,2 | 18,4 | 22,1 | 25,2 | 26,9 | 26,2 | 25,2 | 24,3 | 22,3 | 19,3  | 16,0 |
| Абсолютный минимум, °C        | 7,2  | 7,1  | 10,8 | 14,8 | 17,9 | 20,7 | 21,1 | 20,5 | 19,7 | 16,0 | 11,9  | 8,1  |
| Норма осадков, мм             | 1    | 1    | 0    | 1    | 1    | 207  | 229  | 168  | 79   | 15   | 33    | 0    |
| Средняя влажность, %          | 58   | 66   | 71   | 79   | 82   | 84   | 87   | 87   | 85   | 75   | 62    | 59   |
| Источник: NOAA (1971-1990)    |      |      |      |      |      |      |      |      |      |      |       |      |